# Pack Up the Plantation: Live!
Pack Up the Plantation: Live! es el primer álbum en directo del grupo estadounidense Tom Petty and the Heartbreakers, publicado por la compañía discográfica MCA Records en noviembre de 1985. 
El álbum, publicado de forma simultánea con un VHS homónimo, incluyó principalmente canciones grabadas en directo en el Wiltern Theatre durante la gira de 1985, así como otros temas grabados en giras anteriores. El largometraje incluyó canciones no presentes en el álbum como «Don't Do Me Like That» y «Don't Come Around Here No More», así como versiones de otros artistas tales como «Little Bit O' Soul» y «Route 66». Dos canciones incluidas en Pack Up the Plantation: Live!, «So You Want to Be a Rock 'n' Roll Star» y «Don't Bring Me Down», también aparecieron posteriormente en la caja recopilatoria Playback.

## Lista de canciones
Todas las canciones escritas y compuestas por Tom Petty excepto donde se anota. 
| N.º | Título                                         | Escritor(es)                               | Duración |  |
| 1.  | «So You Want to Be a Rock 'n' Roll Star»       | Chris Hillman, Roger McGuinn               | 3:30     |  |
| 2.  | «Needles and Pins»                             | Sonny Bono, Jack Nitzsche                  | 2:23     |  |
| 3.  | «The Waiting»                                  |                                            | 5:08     |  |
| 4.  | «Breakdown»                                    |                                            | 7:43     |  |
| 5.  | «American Girl»                                |                                            | 3:50     |  |
| 6.  | «It Ain't Nothin' to Me»                       | Tom Petty, David A. Stewart                | 6:05     |  |
| 7.  | «Insider»                                      |                                            | 5:16     |  |
| 8.  | «Rockin' Around (With You)»                    | Tom Petty, Mike Campbell                   | 3:20     |  |
| 9.  | «Refugee»                                      | Tom Petty, Mike Campbell                   | 5:22     |  |
| 10. | «I Need to Know» (Solo en edición LP y casete) |                                            | 2:30     |  |
| 11. | «Southern Accents»                             |                                            | 5:20     |  |
| 12. | «Rebels»                                       |                                            | 6:10     |  |
| 13. | «Don't Bring Me Down»                          | Gerry Goffin, Carole King                  | 3:40     |  |
| 14. | «You Got Lucky» (Solo en edición LP y casete)  |                                            | 4:20     |  |
| 15. | «Shout»                                        | O'Kelly Isley, Ronald Isley, Rudolph Isley | 9:30     |  |
| 16. | «Stories We Could Tell»                        | John Sebastian                             | 3:55     |  |

## Personal
Tom Petty & The Heartbreakers
- Tom Petty: voz y guitarra
- Mike Campbell: guitarra de doce cuerdas, guitarra slide y steel guitar
- Howie Epstein: bajo, mandolina y coros
- Benmont Tench: teclados y coros
- Stan Lynch: batería y coros

Soul Lips Horns
- Jimmy Zavala: saxofón y armónica
- Lee Thornburg: trompeta y fliscorno
- Nick Lane: trombón

The Rebeletts
- Pat Peterson: coros y percusión
- Caroll Sue Hill: coros y percusión

Otros músicos
- Ron Blair: bajo en "Insider", "Needles and Pins", "Stories We Could Tell" y "Don't Bring Me Down"
- Phil Jones: percusión en "Insider", "Needles and Pins", "Rockin' Around (With You)" y "Shout"
- Bobby Valentino: violín en "Stories We Could Tell"
- Stevie Nicks: voz en "Insider" y "Needles and Pins"

## Posición en listas
| País           | Lista                   | Posición |
| -------------- | ----------------------- | -------- |
| Estados Unidos | Billboard 200           | 22       |
| Nueva Zelanda  | New Zealand Music Chart | 11       |
| Suecia         | Swedish Albums Chart    | 26       |